# Мамонтов Павло Анатолійович
Павло́ Анато́лійович Ма́монтов (* 1992) — військовик Збройних сил України, учасник російсько-української війни. Призер Ігор нескорених-2017.

## З життєпису
Народився 1992 року. З початком російсько-української війни визвався добровольцем. На його рішення важко відреагували мама і дівчина; вони відмовляли їхати, боялися втратити.
Воював у складі мінометного підрозділу батальйону «Азов». В часі одного з обстрілів у 2015 році під Гранітним був тяжко поранений у руку; тоді двоє побратимів загинуло, ще шестеро зазнали важких травм. Були роздроблені кістки у передпліччі, вирвані шматки м'яса руки, подроблені нерви, на два дні повністю втратив зір.
Пережив декілька складних операцій в Україні та за кордоном, був на межі ампутації кінцівки, але одужав. Після тривалої реабілітації знайшов сили повернутись у спорт. Одружився з дівчиною Ніною та й далі активно займається спортом і навчається.
На Іграх нескорених-2017 завоював бронзову медаль у веслуванні на тренажерах.
Станом на 2017 рік — студент Українського католицького університету.

## Нагороди
- Орден «За заслуги» III ступеня[2]